# Ганготри

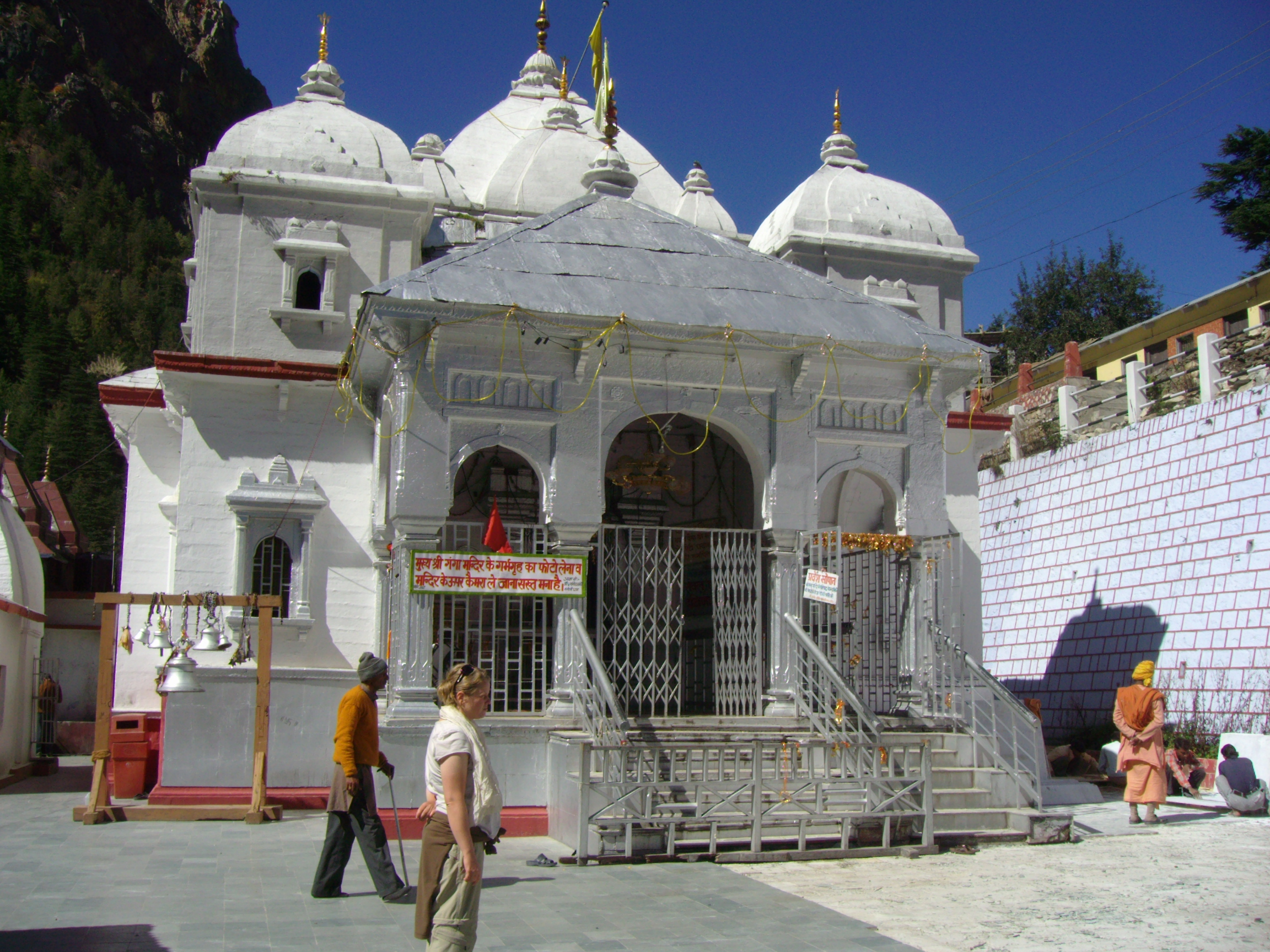
Храм Ганготри.

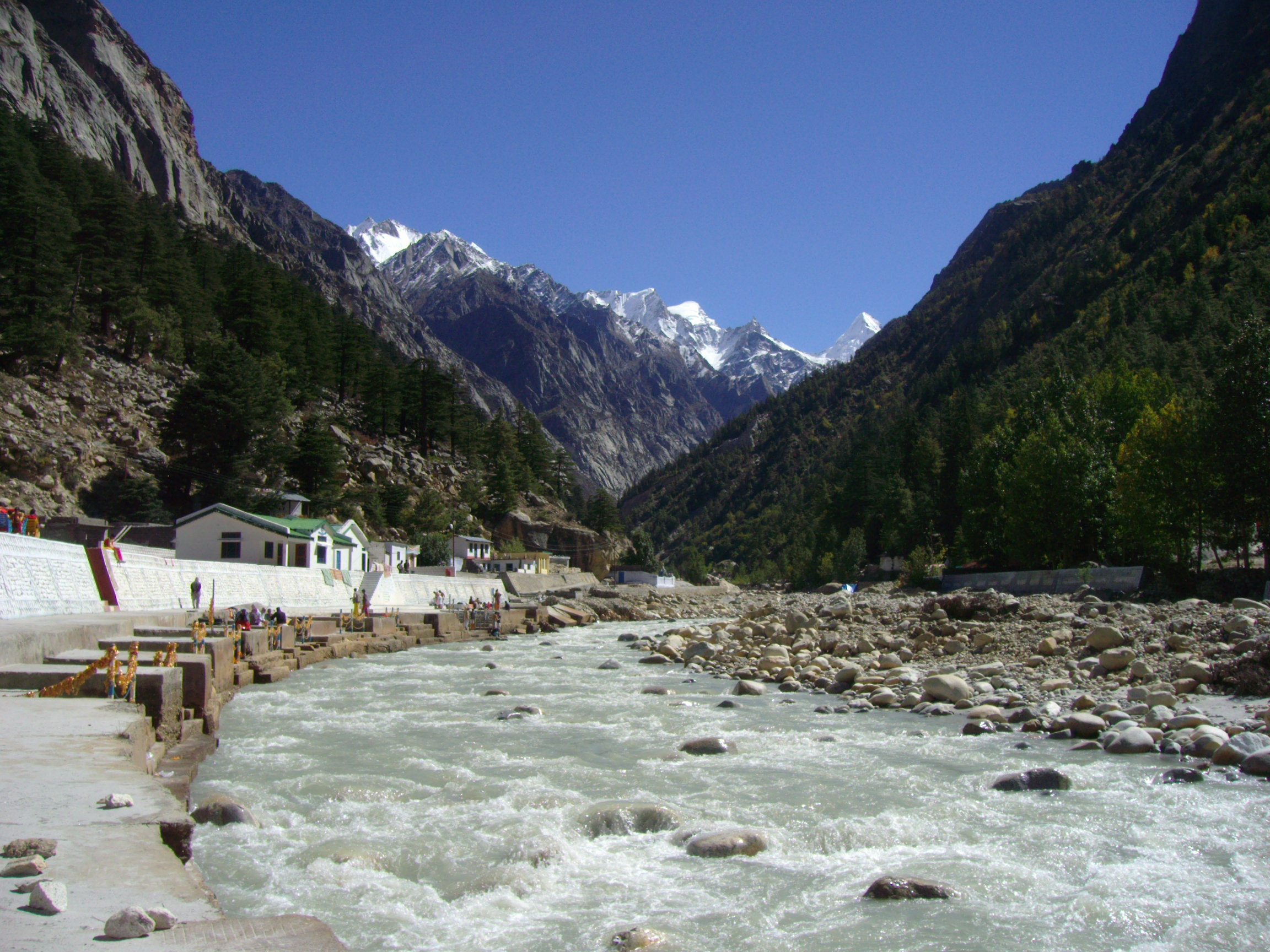
Река Бхагиратхи в Ганготри.

Ганго́три (хинди गंगोत्री, англ. Gangotri) — селение в округе Уттаркаши индийского штата Уттаракханд. Расположено на берегу реки Бхагиратхи, в пределах Большого хребта Гималаев. Селение является важным центром паломничества индусов.
Ганготри является источником реки Ганг и местом пребывания богини Ганги, которая ассоциируется с рекой. В действительности река начинается несколько выше, на участке Гаумукх нижней части ледника Ганготри, в 18—19 км от селения. Река протекает через селение под названием Бхагиратхи и получает название Ганг после слияния с Алакнандой возле города Девпраяг.
Селение центрировано вокруг храма Ганготри, посвящённого Ганге, входит в паломнический маршрут Чота-Чар-Дхам. Храм был построен гурхским наместником Амаро Сингхом Тхапа в начале XVIII века. Ежегодно храм закрывается осенью в день Дивали и открывается в мае.
Добраться до города можно в течение дня от Дехрадуна и других главных городов штата. В деревню ведёт автомобильная дорога, поэтому можно воспользоваться автомобилем или автобусом. Популярность храма и относительная легкость доступа приводят к большому числу паломников, гораздо большему, чем до соседнего паломнического района, Ямунотри, первого из Чота-Чар-Дхам. Для большого числа паломников селение является началом походов в направлении к Гаумукху, Таповану и Кедарталу.